# Abras de Mantequilla
Abras de Mantequilla – rozległy obszar podmokły w prowincji Los Ríos, w środkowym Ekwadorze. Jest on siedliskiem dla wielu zagrożonych wyginięciem gatunków ptaków. 14 marca 2000 roku został objęty ochroną w ramach konwencji ramsarskiej.

## Położenie
Abras de Mantequilla położony jest w środkowym Ekwadorze, w dorzeczu rzeki Guayas. W pobliżu zlokalizowane są trzy miasta: Vinces, Baba i Puebloviejo. Obszar zalewowy ma według różnych szacunków od 22 500 do ok. 29 000 hektarów. Powierzchnia całego obszaru to przeszło 67 tysięcy hektarów. Największymi zbiornikami wodnymi są Mantequilla, Cimarrón, El Garzal, Zapallo i San Juan. Jeziora położone są na wysokości od 30 do 60 m n.p.m. Zasilane są dzięki wodzie deszczowej i ciekom, z rzeką Nuevo na czele.

## Klimat
W rejonie Abras de Mantequilla występuje klimat tropikalny. Średnia roczna temperatura wynosi ok. 25 °C. Najwyższe temperatury notuje się w porze deszczowej, trwającej od grudnia do kwietnia. Wtedy też występuje najwyższa wilgotność. Średnia roczna wilgotność sięga 82%. Każdego roku na tym obszarze spada ok. 1260 mm wody. Opady rejestruje się średnio w ciągu 116 dni w roku. Większość z nich przypada na porę deszczową, kiedy poziom wody w jeziorach podnosi się o 5–8 metrów. Na całym obszarze podmokłym mieści się wówczas do 50 milionów m³ wody. Poprzez przechwytywanie części wody z okolicznych rzek, Abras de Mantequilla ogranicza skalę powodzi w całym regionie.

## Fauna
Obszar Abras de Mantequilla stanowi siedlisko dla około 120 gatunków ptaków, z których wiele zagrożonych jest wyginięciem. Żyją tam między innymi przedstawiciele ośmiu gatunków endemicznych, w tym garncarz jasnonogi (Furnarius leucopus), dzięcioł szkarłatny (Veniliornis callonotus), sóweczka peruwiańska (Glaucidium peruanum) i drozd żółtooki (Turdus maculirostris). Na awifaunę obszaru składają się też cyranki modroskrzydłe (Spatula discors), lelczyki małe (Chordeiles minor), drozdki okularowe (Catharus ustulatus), rybołowy zwyczajne (Pandion haliaetus), wróbliczki zielonolice (Forpus coelestis), zagrożone wyginięciem białostrzaby płaszczowe (Pseudastur occidentalis), bekardziki okopcone (Pachyramphus spodiurus) i stadniczki siwolice (Brotogeris pyrrhoptera).
Pożywienie dla wielu gatunków ptaków stanowią licznie występujące w jeziorach ryby, dla których miejsce to pełni funkcję tarliska. Wśród ok. 100 gatunków ssaków występujących w pobliżu jezior znajdują się wydraki długoogonowe (Lontra longicaudis), mulaki białoogonowe (Odocoileus virginianus), gryzonie z gatunku Aegialomys xanthaeolus, oceloty (Leopardus) i wyjce (Alouattinae).

## Flora
W lasach zlokalizowanych w pobliżu jezior stwierdzono występowanie około 150 gatunków drzew, w tym liczących przeszło 100 lat nieszpułek zwyczajnych (Mespilus germanica). Jeziora obfitują w roślinność wodną, wśród której wyróżnia się między innymi eichornia gruboogonkowa (Eichhornia crassipes).

## Zagrożenia
Obszar okoliczny względem Abras de Mantequilla jest gęsto zaludniony. W pobliżu jezior znajduje się ok. 80 miast i wsi. W regionie intensywnie rozwija się także rolnictwo. Największe znaczenie mają uprawy ryżu i kukurydzy, a także hodowla bydła. Miejscami uprawia się również olejowca gwinejskiego i bambus. Na południu obszaru położone są rozległe plantacje bananów. Teren pod uprawę pozyskuje się poprzez wycinkę naturalnych lasów, przez co w regionie zajmują one już zaledwie 2% powierzchni. Ponadto, środowisku zagraża duże zużycie nawozów sztucznych i pestycydów.
Nadmierne korzystanie z zasobów wodnych oraz wprowadzenie do jezior tilapii z uwagi na potrzeby rybołówstwa prowadzi natomiast do zmniejszenia populacji rodzimych gatunków ryb. Zagrożeniem dla środowiska Abras de Mantequilla są również plany budowy zapory Baba na rzece o tej samej nazwie, będącej jednym z cieków zasilających jeziora. Jej powstanie może doprowadzić do zmniejszenia się różnorodności biologicznej w regionie, wystąpienia powodzi w nieregularnych odstępach czasu i obniżenia jakości wody w jeziorach.

## Ochrona
14 marca 2000 roku obszar został objęty ochroną w ramach konwencji ramsarskiej. Nad jeziorami podejmuje się także liczne działania mające zapewnić utrzymanie różnorodności biologicznej regionu.